# Frédéric Ozanam
Antoine-Frédéric Ozanam (23. dubna 1813, Milán – 8. září 1853, Marseille) byl francouzský římskokatolický literární vědec, právník a novinář, zakladatel charitativní konfederace, později známé jako Společnost svatého Vincence de Paul. Katolická církev jej uctívá jako blahoslaveného.

## Život

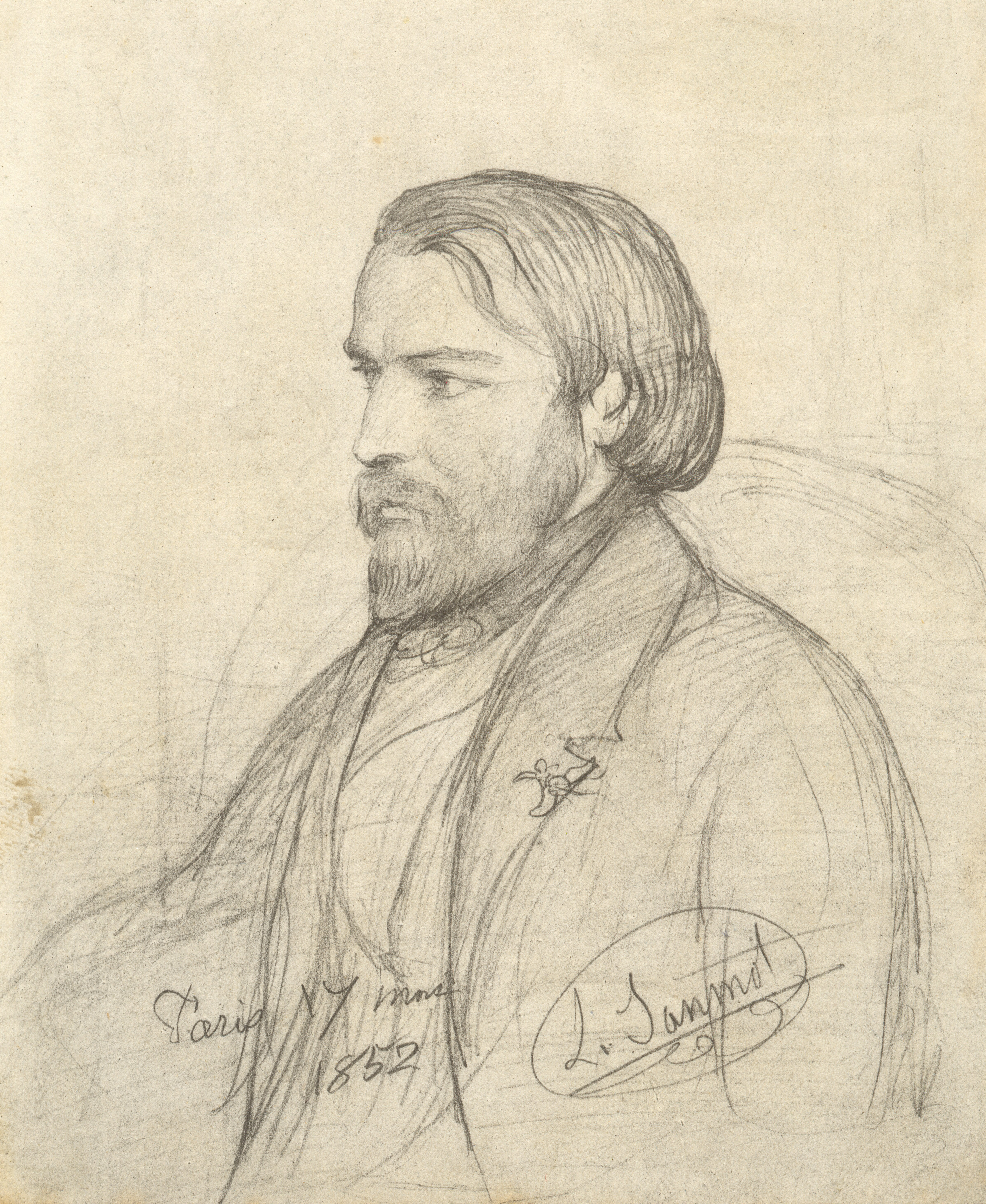
Portrét z roku 1852

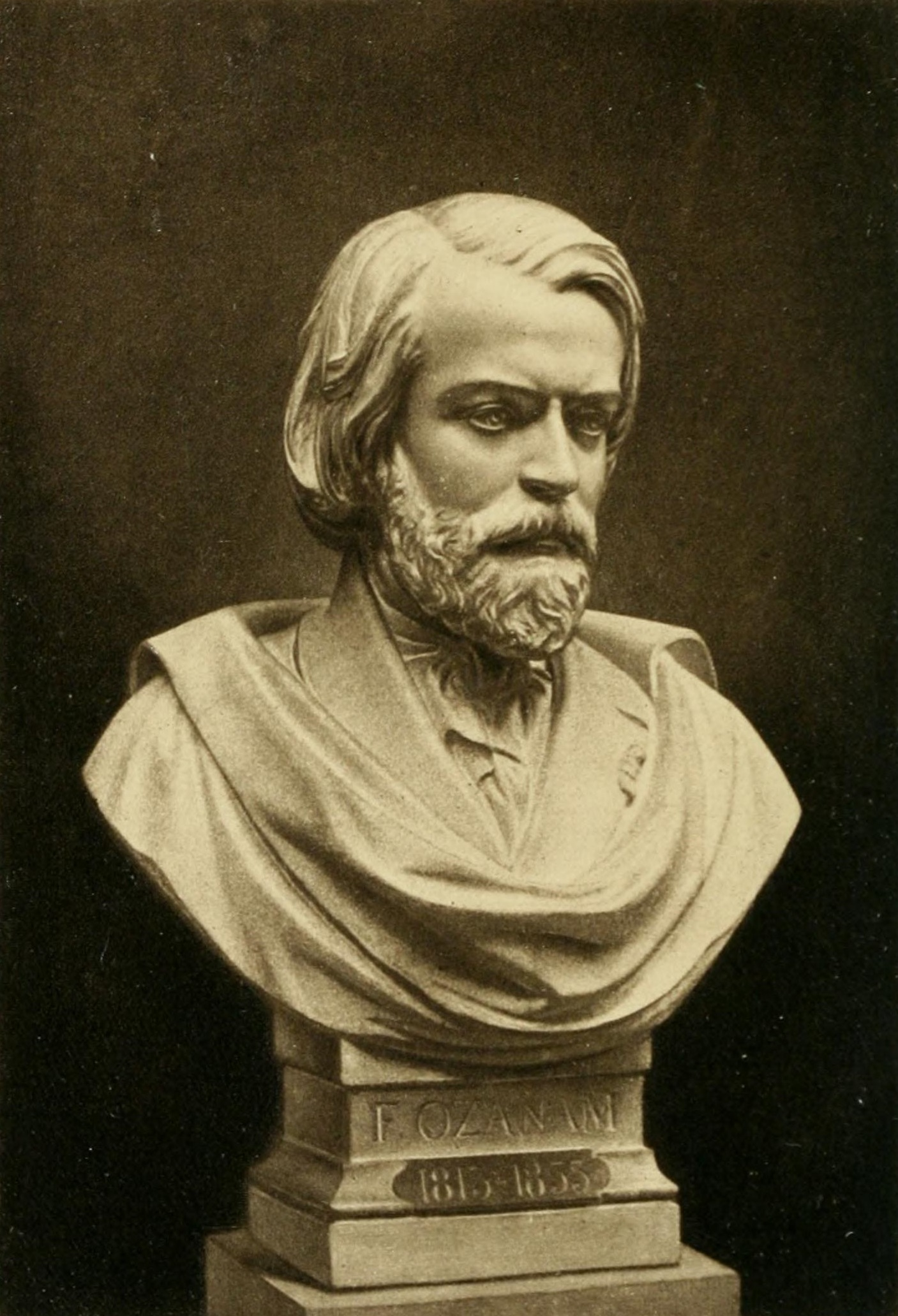
Busta

Narodil se dne 23. dubna 1813 v Miláně manželům Jeanu a Marii Ozanamovým jako páté ze čtrnácti dětí, avšak jeden ze tří, kteří dosáhli dospělosti. Jeho rodina, která měla vzdálené židovské vazby, již po mnoho staletí žila v oblasti kolem Lyonu ve Francii, kde také vyrůstal. Jeho předek Jacques Ozanam (1640–1717) byl známý matematik. Jeho otec sloužil v armádách První francouzské republiky, ale s nástupem Napoleona Bonaparta k moci a založením Prvního francouzského císařství se začal věnovat obchodu, vyučování a nakonec i medicíně.

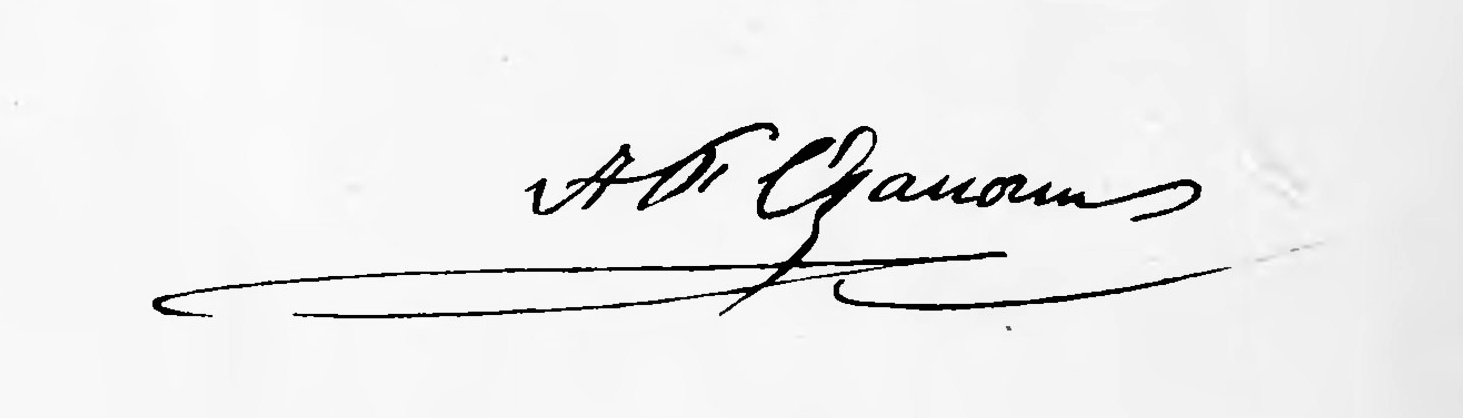
Podpis

V mládí zažil období pochybností o katolické víře, během kterého byl silně ovlivněn jedním z jeho učitelů na Collège de Lyon, knězem Josephem-Mathiasem Noirotem. V roce 1831 vydal Réflexions sur la Doctrine de Saint-Simon, brožuru proti Saint-Simonianismu, která upoutala pozornost francouzského básníka a politika Alphonsa de Lamartina. Podporoval Sdružení pro šíření víry, laickou katolickou organizaci s cílem podporovat katolické misionáře, z nichž mnozí pocházeli z oblasti, kde vyrůstal. Odjel studovat práva do Paříže, kde značně trpěl steskem po domově. V Paříži se znal s mnoha významnými osobnostmi, mezi nimiž byl např. André-Marie Ampère (u kterého byl načas ubytovaný), hrabě François-René de Chateaubriand a Charles Forbes René de Montalembert.
Již jako student se věnoval žurnalistice, kdy značně přispíval do francouzského katolického deníku Tribune catholique. Spolu s přáteli oživil diskusní skupinu, nazvanou „Společnost dobrých studií“ a vytvořili z ní „Konferenci dějin“, která se rychle stala fórem pro velké a živé diskuse mezi studenty. Jejich pozornost se často obracela k sociálnímu učení evangelia. Na jednom setkání během vášnivé debaty, ve které se s přáteli pokoušel na základě historických důkazů dokázat pravdu o katolické církvi jako o té, kterou založil Kristus, kdy jejich protivníci prohlásili, že ačkoliv kdysi byla církev zdrojem dobra, už jím není. Jeden z diskutujících se otázal: "Co teď dělá vaše církev? Co dělá pro chudé v Paříži? Ukažte nám svá díla a my vám uvěříme!"
V důsledku toho založil v květnu roku 1833 spolu s dalšími podobně smýšlejícími muži charitativní konfederaci, později známou jako Společnost svatého Vincence de Paul, která již v době jeho smrti čítala více než 2 000 členů. Při zakládání společnosti byl se svými společníky inspirován dílem bl. Rosalie Rendu, členky kongregace Milosrdných sester svatého Vincence de Paul, která se taktéž věnovala charitativní činnosti v chudinských čtvrtích Paříže. Jím založená společnost výrazně pomáhala chudým během epidemie cholery, která si vyžádala značné oběti. Jeho prvním skutkem dobročinnosti během epidemie bylo, že vzal svoji zásobu dříví na zimu a přinesl ji vdově, jejíž manžel zemřel na choleru.
Roku 1834 získal titul bakaláře práv, roku 1835 titul bakaláře umění a v roce 1836 se stal doktorem práv. Jeho otec, který podporoval jeho studium, zemřel dne 12. května 1837. Přestože dával přednost literatuře, pracoval v právnické profesi, aby uživil svoji matku, a byl přijat do advokátní komory v Lyonu v roce 1837.
V roce 1835 přesvědčil pařížského arcibiskupa Hyacintha-Louie de Quélena, aby požádal Henriho Lacordairea, aby vedl postní kázání v katedrále Notre-Dame v Paříži. První jeho kázání zde dne 8. března 1835 se setkalo s velkým ohlasem a jeho série promluv se stala každoroční tradicí.
Nadále se věnoval literatuře, která byla jeho osobním zájmen, a v roce 1839 získal titul doktora literatury. O rok později byl jmenován profesorem obchodního práva v Lyonu a v roce 1840, ve věku 27 let, odborným asistentem zahraniční literatury na Sorbonně v Paříži. Rozhodl se uspořádat kurs přednášek o německé literatuře ve středověku a v rámci přípravy na něj podnikl krátké turné po Německu. Jeho přednášky se ukázaly jako velmi úspěšné i přesto, že křesťanství jako primárnímu faktoru růstu evropské civilizace přikládal zásadní význam, na rozdíl od svých předchůdců a většiny jeho kolegů, kteří zastávali značně protikřesťanské postoje.
V červnu roku 1841 se oženil s Amélií Soulacroix, dcerou rektora univerzity v Lyonu, se kterou poté odcestoval na líbánky do Itálie. Měl s ní dceru Marii.
Po smrti svého přítele Clauda Charlese Fauriela v roce 1844 získal funkci profesora zahraniční literatury na Sorbonně v Paříži. Po zbytek svého krátkého života byl extrémně zaneprázdněn, kdy se věnoval svým povinnostem jako profesor, své rozsáhlé literární činnosti a dále působení ve Společnosti svatého Vincence de Paul.
Během tzv. Únorové revoluce v roce 1848, na kterou zaujal sangvinický pohled, se znovu stal novinářem, kdy krátkou dobu psal do různých novin, včetně Ère nouvelle („Nová éra“), které založil. Hodně cestoval, kdy navštívil např. Anglii v době výstavy v roce 1851.
Nakazil se tuberkulózou, jejíž projevy podporovala jeho přirozeně slabá tělesná konstituce, pročež odcestoval do Italie v naději, že se vyléčí, avšak jeho nemoc se nadále zhoršovala. Zemřel po návratu do Francie dne 8. září 1853 v Marseille ve věku 40 let. Pohřben je v kryptě kostela Saint-Joseph-des-Carmes na Institut catholique v Paříži.

## Úcta
Jeho beatifikační proces započal dne 12. ledna 1954, čímž obdržel titul služebník Boží. Dne 6. července 1993 jej papež sv. Jan Pavel II. podepsáním dekretu o jeho hrdinských ctnostech prohlásil za ctihodného. Dne 25. června 1996 byl uznán zázrak na jeho přímluvu, potřebný pro jeho blahořečení.
Blahořečen pak byl dne 22. srpna 1997 v katedrále Notre-Dame v Paříži papežem sv. Janem Pavlem II. během jeho návštěvy Francie při příležitosti Světových dnů mládeže 1997.
Jeho památka je připomínána 9. září.